# Matthias Bublath
Matthias Bublath (? - ?) é um pianista, arranjador e compositor estadunidense que já se apresentou em diversos festivais de jazz pelo mundo: Montreux Jazz Festival, Kora Awards Johannesburg e o The Kennedy Center Of The Performing Arts (Washington DC), e outros.